# شیوکی
شیوکی (به لاتین: Shewaki) یک منطقهٔ مسکونی در افغانستان است که در بگرامی واقع شده‌است. شیوکی ۱٬۷۹۸ متر بالاتر از سطح دریا واقع شده‌است.